# رابرت کلاین
رابرت کلاین (به انگلیسی: Robert Klein) (زاده ۸ فوریه ۱۹۴۲) استندآپ کمدین، خواننده و بازیگر آمریکایی است.
از فیلم‌های معروف او می‌توان به بازی در مهلت دو هفته‌ای، رنگ‌های اصلی، مردمی که من می‌شناسم، آجیل مخلوط، ایستگاه بعدی سرزمین عجایب، ایمنی اشیاء، جغد و گربه ملوس و یک روز خوب اشاره کرد.